# Children of God
Children of God je páté studiové album americké post-punkové a noise-rockové skupiny Swans. Patří k absolutnímu vrcholu její tvorby, vydáno bylo na dvojalbu v roce 1987.

## Charakteristika
Po období syrových alb Filth, Cop, Greed, Holy Money a Public Castration Is a Good Idea kulminuje tvorba skupiny po připojení klávesistky a zpěvačky Jarboe (1986) v roce 1987 albem Children of God. Album představuje skvěle konceptuálně zvládnutou jednotku, kde kontrapunkt Girova zemitého projevu a andělsky křišťálové polohy zpěvu Jarboe v záměrně střídavě a protichůdně hudebně i filosoficky laděných skladbách, stavící proti sobě existencialismus, až nihilismus a náboženskou imaginaci, představuje sugestivně obraz trvalé existenciální nejistoty člověka a propast mezi chtěným a reálným.

## Vydání
Kromě původního vydání z roku 1987 je k dispozici reedice z roku 1997 sdružená s bonusovým diskem World of Skin, obsahujícím skladby z prvních dvou alb vedlejšího projektu Giry a Jarboe The World of Skin (Blood, Women, Roses; Shame, Humility, Revenge). Tato dvě alba vyšla pod původním názvem projektu – Skin.

## Seznam skladeb
| Pořadí         | Název                      | Autor                                                   | Délka |
| -------------- | -------------------------- | ------------------------------------------------------- | ----- |
| 1.             | New Mind                   | Algis Kizys, Michael Gira, Norman Westberg, Ted Parsons | 5:13  |
| 2.             | In My Garden               | Kizys, Jarboe, Gira                                     | 5:34  |
| 3.             | Our Love Lies              | Kizys, Gira, Westberg                                   | 5:50  |
| 4.             | Sex, God, Sex              | Gira, Westberg                                          | 6:49  |
| 5.             | Blood and Honey            | Jarboe, Gira                                            | 4:46  |
| 6.             | Like a Drug (Sha La La La) | Kizys, Gira, Westberg, Parsons                          | 5:36  |
| 7.             | You're Not Real, Girl      | Gira                                                    | 4:21  |
| 8.             | Beautiful Child            | Kizys, Gira, Westberg, Parsons                          | 5:16  |
| 9.             | Blackmail                  | Jarboe, Gira                                            | 3:34  |
| 10.            | Trust Me                   | Jarboe, Gira, Westberg                                  | 5:23  |
| 11.            | Real Love                  | Kizys, Gira, Westberg                                   | 6:23  |
| 12.            | Blind Love                 | Gira, Westberg                                          | 7:46  |
| 13.            | Children of God            | Jarboe, Gira                                            | 4:34  |
| Celková délka: | Celková délka:             | Celková délka:                                          | 71:11 |

## Obsazení

### Swans
- Michael Gira – zpěv, klávesy, akustická kytara
- Norman Westberg – elektrická a akustická kytara
- Jarboe – zpěv, klavír
- Algis Kizys – basová kytara
- Theodore Parsons – bicí, perkuse

### Hosté
- William Barnhardt – klavír ve skladbě „Blackmail“
- Simon Fraser – flétna ve skladbě "In My Garden"
- Lindsay Cooper – hoboj ve skladbě "Blackmail" a "Trust Me"
- Audrey Riley – violoncello ve skladbě „Like a Drug“